# Rue du Sergent-Blandan (Lyon)
Pour les articles homonymes, voir Rue du Sergent-Blandan.
La rue du Sergent-Blandan est une voie publique située au bas des pentes du quartier de la Croix-Rousse, dans le 1er arrondissement de Lyon, en France.

## Situation
C'est l'une des plus anciennes rue de la ville. Parallèle à la rue de la Martinière, elle relie la rue Pareille à la montée de la Grande-Côte, au niveau de la place des Capucins, où elle se prolonge sous le nom de rue des Capucins. Rue étroite et tortueuse, elle est à sens unique, et comporte une voie de circulation goudronnée et pavée sur certaines de ses sections. Elle fait partie, comme l'ensemble du 1er arrondissement de Lyon, du site classé en 1998 au patrimoine mondial de l'UNESCO.

## Origine du nom
La rue est baptisée du nom de Jean Pierre Hippolyte Blandan, militaire lyonnais et héros de la conquête de l'Algérie par la France.

## Histoire

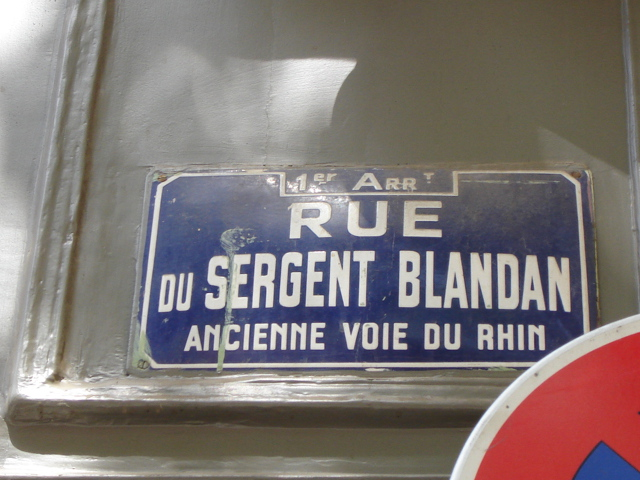
La plaque indique que la rue est une ancienne voie du Rhin.

À l'origine, il y avait probablement un pont roman, et une plaque de rue indique que celle-ci est l'ancienne voie du Rhin. Seule une petite portion de cette rue, la section ouest, est assimilée à la voie romaine dite "du Rhin", laquelle traversait Condate en direction du nord-est.
La rue a pris sa forme actuelle au moins à la fin du XVIIe siècle. Jusqu'en 1887, elle portait le nom de rue Saint-Marcel, tandis que la partie proche de la Saône était appelée rue Musique des Anges,. Le nom « Saint-Marcel » fut choisi selon une ancienne recluserie et une ancienne porte de la ville.
À l'époque, la rue donnait accès à deux montées majeures permettant de quitter Lyon par le nord, à savoir la montée de la Grande Côte et la montée des Carmélites. Il y avait deux monastères installés dans la rue : les Bénédictines du Désert depuis 1296, et les Grands Augustins entre 1319 et 1509. La Confrérie des Pénitents de la Sainte Croix a été installée dans la rue en 1633, laquelle était, pendant l'Ancien Régime, le propriétaire de la chapelle reconstruite en 1643, cette dernière ayant été démolie au cours de la Terreur et remplacée par une maison qui surplombe actuellement la montée de la Grande Côte.
Le rue a reçu son nom actuel après la délibération du conseil municipal du 26 avril 1887.
En 1804, le premier métier Jacquard s'installa dans la rue. Le 8 février 2005, la ville de Lyon fit apposer une plaque en hommage aux enfants juifs de l'école qui ont été déportés et tués durant la Seconde Guerre mondiale. Parmi les habitants célèbres de la rue, on peut citer les peintres Jacques Collet (1557) et Jean Montet (1785). Le père de l'artiste Paul Chenavard fut teinturier dans la rue, à l'époque où elle s'appelait rue Saint-Marcel.

## Description et architecture
La rue est étroite et sinueuse et se termine par une courte montée et un sol pavé. Au nord, du côté des numéros impairs, elle commence avec une école datant de 1912, puis se poursuit avec de vieux bâtiments du XVIIe siècle de trois à cinq étages décorés avec de belles portes, généralement avec des arches en pierre ; en face, on trouve des bâtiments construits au XXe siècle. Par exemple, le pas de porte du numéro 8 montre un combat entre un lion et un taureau. Les numéros 12 et 22 ont des inscriptions anciennes, respectivement en toy te fie et non domo dominus, sed domino domus, phrases provenant d'une citation du chapitre 39 de De officiis de Cicéron.